# Минуфия
Минуфия (на арабски: المنوفية) е мухафаза в Северен Египет, разположена в горната част на делтата на река Нил. Граничи с областите Гарбия на север, Калюбия на изток, Гиза на юг и Бухайра на запад. Областта е с предимно селско население, но е една от най-гъсто населените в страната и в нея са родени президентите Ануар Садат и Хосни Мубарак. Административен център е град Шибин ел-Ком.